# Šumuqan
Šumuqan / Shumuqan, Šamaqan / Shamaqan, Šumugan / Shumugan ou même parfois Šakkan / Shakkan est un dieu vénéré en Mésopotamie et en Syrie antique. Il est associé aux animaux.

## Noms
Son nom peut s'écrire Šumugan, Šamagan, Šumuqan ou Šakkan. On le retrouve également sous les noms de Shakka, Shakkan ou Amakandu.

## Personnalité
Šumugan est un dieu berger. Il « personnifie l'animal mâle de toutes sortes de troupeaux herbivores (principalement de moutons, mais aussi d'ânes, de bovins, de gazelles et d'éléphants) ». Il est associé à divers quadrupèdes, en particulier des ânes ou encore des moutons sauvages. À Ebla, il est associé à des mulets. Dans les textes littéraires, il est également chargé de prendre soin de leur habitat et des plantes qui y poussent. Dans quelques textes son épithète est « le berger de tout ». D'autres épithètes connues incluent « dieu de la laine », « dieu des animaux de troupeau », « dieu des animaux herbivores » et « dieu des points d'eau ». Il est considéré comme responsable de la prospérité et de la fertilité agricole, souvent en relation avec les divinités du grain (comme Ezina) et les divinités de la bière (comme Ninkasi). Le nom pourrait aussi être métaphoriquement appliqué à un étalon d'un troupeau. Il représenterait une animalité indomptable, voire attirante et séduisante. Dans ce rôle, il a pu être comparé au dieu grec Pan et aux Satyres.
En raison de l'association entre la steppe, où il est censé habiter, et le monde souterrain, il apparait parfois en relation avec ce dernier. Les textes attestant cette connexion incluent le poème Mort de Gilgamesh et un certain nombre d'incantations.
Son attribut principal est une crosse à tête de bélier. Un autre de ses attributs est probablement une toison. Le nombre 14 est considéré comme lié à lui, bien qu'il soit également associé à Nergal.

## Culte
Le culte de Šumugan a une présence limitée en Mésopotamie, une exception étant Assur à l'âge du fer. Il y est vénéré dans l'Urmashtur, « l'enclos des lions et des bêtes sauvages », aux côtés du dieu Urmah. Dans les périodes antérieures, il est attesté dans des documents de Kish, Ur, Lagash et Fara.
Sous le nom de Šamagan, il est vénéré à l'ouest de la Mésopotamie, par exemple à Ebla. Un type spécial de sacrifice en son honneur est effectué par les surveillants de mulets. Son centre de culte occidental à l'époque d'Ebla est apparemment une colonie qui appartient au royaume de Nagar. Un roi d'Ibubu, une ville à l'est de Harran, portant le nom théophorique Ilam-Šamagan est également connu d'un document selon lequel il jure allégeance à Ebla dans le temple du dieu de la ville Kura. D'autres personnes portant des noms similaires connus à partir de documents Eblaite incluent Iku-Šamagan, un roi de Mari; Irmi-Šamagan, fils d'un roi d'Irrite ; et Puzur-Šamagan, peut-être un chef d'Ib'al. Une autre ville occidentale où le culte de Šamagan prospère est Nabada (Tell Beydar).
Partant du fait que le culte de Šamagan est répandu dans les régimes politiques syriens tels que Nagar et Mari, Alfonso Archi propose qu'il se soit initialement développé dans la même région, peut-être parmi des locuteurs de langue proto-akkadienne qui l'introduisent dans le sud de la Mésopotamie. Selon la liste des dieux Anu ša amēli, Šamagan est égal à Sharshar, le dieu des nomades sutéens.

## Associations avec d'autres divinités
L'épouse de Šumugan est Ellamesi, considérée comme la déesse de la laine, bien que Frans Wiggermann note que contrairement à un autre dieu agricole, Dumuzi, il n'est généralement pas représenté dans un contexte romantique. Il est parfois associé à Utu /Shamash, soit en tant que son fils (par exemple dans la liste des dieux An = Anum)  ou en tant que courtisan. Selon une inscription de sceau de Lagash, son sukkal (divinité accompagnatrice) est Edinmugi (sumérien : « il a sécurisé les plaines »).
Dans la liste des dieux An = Anu ša amēli, plusieurs dieux sont décrits comme des aspects de Šumugan, y compris Martu et Šaršar, décrits comme « Šumugan des Sutéens ».
Dans l'épopée de Gilgamesh, l'Enkidu pas encore civilisé est à un moment décrit comme « vêtu (...) comme Šakkan ».
Dans les sources hittites l'écriture logographique SUMUQAN (ou GÌR) désigne la divinité Miyatanzipa (de).